# Premi Pulitzer d'informació nacional
Aquest premi Pulitzer s'atorga des de 1942 per un exemple distingit d'informació sobre afers nacionals als Estats Units. En els seus primers sis anys (1942–1947), es va anomenar Premi Pulitzer d'Informació Telegràfica - Nacional.

## Llista de guanyadors del Premi Pulitzer d'Informació Telegràfica - Nacional
- 1942: Louis Stark, del New York Times, pel seu distingit reportatge sobre històries laborals importants durant l'any.

- 1943: No es lliura cap premi

- 1944: Dewey L. Fleming de The Baltimore Sun Per la seva distingida reportatge durant l'any 1943.

- 1945: James Reston del New York Times pels seus despatxos de notícies i articles interpretatius sobre la conferència de seguretat de Dumbarton Oaks.

- 1946: Edward A. Harris de St. Louis Post-Dispatch pels seus articles sobre la situació de Tidewater Oil que van contribuir a l'oposició nacional al nomenament i confirmació d’Edwin W. Pauley com a subsecretari de la Marina.

- 1947: Edward T. Folliard de The Washington Post per la seva sèrie d'articles publicats durant 1946 sobre Columbians, Inc.

## Llista de guanyadors del Premi Pulitzer de periodisme nacional
- 1948: Bert Andrews, Nova York Herald Tribune, pels seus articles sobre Un cas de seguretat del Departament d'Estat publicats en I947.

- 1948: Nat S. Finney, Minneapolis Tribune, per les seves històries sobre el pla de l'administració Truman per a imposar el secret sobre els assumptes ordinaris de les agències civils federals en temps de pau.

- 1949: C. P. Trussell, New York Times, per l'excel·lència en cobrir l'escena nacional des de Washington.

- 1950: Edwin O. Guthman, The Seattle Times, per la seva sèrie sobre l'eliminació de càrrecs comunistes del professor Melvin Rader, acusat d'assistir a una escola comunista secreta.

- 1951: No s'atorga cap premi

- 1952: Anthony Leviero, New York Times, pel seu article exclusiu del 21 d'abril de 1951, revelant l'historial de converses entre el president Truman i el general de l'exèrcit Douglas MacArthur a l'illa Wake en la seva conferència d'octubre de 1950.

- 1953: Don Whitehead, Associated Press, pel seu article anomenat El gran engany, que tracta dels complexos arranjaments pels quals la seguretat del President electe Eisenhower va ser protegida en ruta des de Morningside Heights a Nova York a Corea.

- 1954: Richard Wilson, el Registre de Des Moines, per la seva publicació exclusiva de l'Informe del FBI a la Casa Blanca en el cas Harry Dexter White abans que fos presentada davant el Senat per J. Edgar Hoover.

- 1955: Anthony Lewis de Washington Daily News, per publicar una sèrie d'articles que van ser jutjats directament responsables de cessar Abraham Chasanow, un empleat del Departament de la Marina dels Estats Units, i dur a terme la seva restauració al servei amb el reconeixement per part del Departament de la Marina que havia comès una greu injustícia en descartar-lo com un risc de seguretat. El Sr. Lewis va rebre el ple suport del seu periòdic en la defensa d'un ciutadà estatunidenc, sense fons ni recursos suficients per al seu defensa, contra un acte injust d'un departament del govern.

- 1956: Charles L. Bartlett, Chattanooga Times, per les seves revelacions originals que van portar a la dimissió de Harold E. Talbott com a Secretari de la Força Aèria.

- 1957: James Reston, The New York Times, per la seva distingida correspondència nacional, incloent tant els enviaments de notícies com els informes interpretatius, un exemple excel·lent dels quals va ser la seva anàlisi quinquennal de l'efecte de la malaltia del President Eisenhower en el funcionament del Poder Executiu del Govern Federal.

- 1958: Clark Mollenhoff, Des Moines Register and Tribune, per la seva persistent recerca sobre el rastre laboral, que va incloure informes de recerca de gran importància.

- 1958: Relman Morin, Associated Press, pel seu dramàtic i incisiu informe de testimonis oculars de la violència masclista el 23 de setembre de 1957, durant la crisi d'integració a l'Escola Secundària Central a Little Rock, Arkansas.

- 1959: Howard Van Smith, Miami News, per a una sèrie d'articles que van centrar l'atenció pública en condicions deplorables en un camp de treball migratori de Florida, va resultar en la provisió d'una generosa assistència per als 4.000 treballadors encallats en el camp i, per tant, va cridar l'atenció sobre el problema nacional presentat per 1.500.000 treballadors emigrats.

- 1960: Vance Trimble, Scripps-Howard Diario Alliance, per una sèrie d'articles que exposen l'abast del nepotisme en el Congrés dels Estats Units.

- 1961: Edward R. Cony, Wall Street Journal, per a la seva anàlisi d'una transacció de fusta que va cridar l'atenció del públic sobre els problemes de l'ètica empresarial.

- 1962: Nathan G. Caldwell and Gene S. Graham, Nashville Tennessee, per la seva divulgació exclusiva i sis anys d'informes detallats, sota grans dificultats, de la cooperació encoberta entre els interessos de gestió en la indústria del carbó i els treballadors miners units.

- 1963: Anthony Lewis, New York Times, per la seva distingida presentació dels procediments del Tribunal Suprem dels Estats Units durant l'any, amb especial èmfasi en la cobertura de la decisió en el cas de devolució i les seves conseqüències en molts dels Estats de la Unió.

- 1964: Merriman Smith, United Press International, per la seva notable cobertura de l'assassinat del president John F. Kennedy.

- 1965: Louis M. Kohlmeier Jr., Wall Street Journal, per la seva feina a reportar el creixement de la fortuna del president Lyndon B. Johnson i la seva família.

- 1966: Haynes Johnson, Washington Night Star, per la seva distingida cobertura del conflicte de drets civils centrat en Selma, Ala., i particularment el seu reporti de les seves seqüeles.

- 1967: Stanley Penn i Monroe Karmin, The Wall Street Journal, pels seus informes de recerca sobre la connexió entre el crim estatunidenc i el joc a les Bahames.

- 1968: Nathan K. (Nick) Kotz, Des Moines Register and Tribune, pel seu reportatge de condicions insalubres en moltes plantes d'embalatge de carn, la qual cosa va ajudar a assegurar l'aprovació de la Llei Federal de Carn Sana de 1967'.

- 1968: Howard James, Christian Science Monitor, per la seva sèrie d'articles, Crisis en els tribunals.

- 1969: Robert Cahn, Christian Science Monitor, per la seva recerca sobre el futur dels nostres parcs nacionals i els mètodes que poden ajudar a preservar-los.

- 1970: William J. Eaton, Chicago Daily News, per a divulgar els antecedents del jutge Clement F. Haynesworth Jr., en relació amb el seu nomenament per a la Cort Suprema dels Estats Units.

- 1971: Lucinda Franks i Thomas Powers, United Press International, pel seu documental sobre la vida i mort de la revolucionària de 28 anys Diana Oughton: 'La creació d'un terrorista'.

- 1972: Jack Anderson, columnista sindicat, pel seu informe sobre la presa de decisions polítiques estatunidenques durant la Guerra Indus-Pakistan de 1971.

- 1973: Robert Boyd i Clark Hoyt, Knight Journals, per la seva divulgació de la història del Senador Thomas Eagleton de la teràpia psiquiàtrica, resultant en la seva retirada com a candidat al Vicepresident Democràtic en 1972'.

- 1974: Jack White, Providence Journal i Night Bulletin, per la seva iniciativa de revelar exclusivament els pagaments federals de l'impost sobre la renda del president Nixon el 1970 i 1971'.

- 1974: James R. Polk, Washington Star-News, per la seva revelació de presumptes irregularitats en el finançament de la campanya per a reelegir al president Nixon en 1972.

- 1975: Donald L. Barlett i James B. Steele, The Philadelphia Inquirer, per la seva sèrie Auditing the Internal Revenue Service, que va exposar l'aplicació desigual de les lleis fiscals federals.

- 1976: James V. Risser, Des Moines Register, per a destapar la corrupció a gran escala en el comerç estatunidenc d'exportació de cereals.

- 1977: Walter Mears, Associated Press, per la seva cobertura de la campanya presidencial de 1976'.

- 1978: Gaylord Sr. Shaw, Los Angeles Times, per una sèrie sobre condicions estructurals insegures en les principals rescloses de la nació.

- 1979: James V. Risser, Des Moines Register, per a una sèrie sobre danys a l'agricultura en el medi ambient.

- 1980: Bette Swenson Orsini i Charles Stafford, St. Petersburg Times, per la seva recerca de l'Església de la Cientologia.

- 1981: John M. Crewdson, The New York Times, per la seva cobertura d'estrangers il·legals i immigració.

- 1982: Rick Atkinson, The Kansas City Times, per l'excel·lència uniforme dels seus informes i escrits.

- 1983: Boston Globe, pel seu informe especial equilibrat i informatiu sobre la carrera d'armaments nuclears.

- 1984: John Noble Wilford, The New York Times, per informar sobre una àmplia varietat de temes científics.

- 1985: Thomas J. Knudson, Des Moines Register, per la seva sèrie d'articles que van examinar els perills de l'agricultura com a ocupació.

- 1986: Craig Flournoy i George Rodrigue de The Dallas Morning News, o la seva recerca sobre habitatges subvencionats en l'est de Texas, que van revelar patrons de discriminació racial i segregació en habitatges públics en tot els Estats Units i van conduir a reformes significatives.

- 1986: Arthur Howe, The Philadelphia Inquirer, pel seu informe emprenedor i infatigable sobre deficiències massives en el processament d'informes fiscals del Servei d'Ingressos Interns (IRS) que finalment va inspirar canvis importants en els procediments d'IRS i va motivar a l'agència a fer una disculpa pública als contribuents dels Estats Units.

- 1987: Personal de The Miami Herald, pel seu informe exclusiu i cobertura persistent de la connexió O.S.-Iran-Contra.

- 1987: Personal de The New York Times, per a la cobertura de les seqüeles de l'explosió Challenger, que va incloure històries que van identificar greus defectes en el disseny del transbordador i en l'administració del programa espacial dels EUA

- 1988: Tim Weiner, The Philadelphia Inquirer, per la seva sèrie d'informes sobre un pressupost secret del Pentàgon utilitzat pel govern per a patrocinar la recerca de defensa i una acumulació d'armes.

- 1989: Donald L. Barlett i James B. Steele, The Philadelphia Inquirer, per la seva recerca de 15 mesos de disposicions rifle shot en la Llei de Reforma Tributària de 1986, una sèrie que va despertar tanta indignació pública que el Congrés va rebutjar posteriorment propostes que atorgaven exempcions fiscals especials a molts individus i empreses políticament connectats.

- 1990: Ross Anderson, Bill Dietrich, Mary Ann Gwinn i Eric Nalder, The Seattle Times, per a la cobertura del vessament de petroli de l'Exxon Valdez i les seves seqüeles.

- 1991: Marjie Lundstrom i Rochelle Sharpe, Gannett News Service, per informar que centenars de morts relacionades amb l'abús infantil no es detecten cada any com a resultat dels errors comesos pels examinadors mèdics.

- 1992: Jeff Taylor i Mike McGraw, The Kansas City Star, pel seu examen crític del Departament d'Agricultura dels EUA

- 1993: David Maraniss, The Washington Post, pels seus reveladors articles sobre la vida i l'historial polític del candidat Bill Clinton.

- 1994: Eileen Welsome, Albuquerque Tribune, per històries que van relacionar les experiències de civils estatunidencs que havien estat usats sense saber-ho en experiments governamentals de plutoni fa gairebé 50 anys.

- 1995: Tony Horwitz, The Wall Street Journal, per a històries sobre les condicions de treball als EUA amb salaris baixos.

- 1996: Alix M. Freedman de The Wall Street Journal, per la seva cobertura de la indústria del tabac, incloent-hi un informe que va exposar com els additius d'amoníac augmenten la potència de la nicotina.

- 1997: Staff of The Wall Street Journal, per la seva cobertura de la lluita contra la SIDA en tots els seus aspectes, l'humà, el científic i el negoci, a la llum de tractaments prometedors per a la malaltia.

- 1998: Russell Carollo i Jeff Nesmith, Dayton Daily News, pels seus informes que van revelar errors perillosos i dolenta administració en el sistema de salut militar i van motivar reformes.

- 1999: Personal de The New York Times, i en particular Jeff Gerth, per a una sèrie d'articles que van revelar la venda corporativa de tecnologia estatunidenca a la Xina, amb l'aprovació del govern dels EUA malgrat els riscos de seguretat nacional, provocant recerques i canvis significatius en la política.

- 2000: Staff of The Wall Street Journal, per les seves reveladores històries que qüestionen la despesa en defensa dels EUA i el desplegament militar en l'era post-Guerra Freda i ofereixen alternatives per al futur.

- 2001: El personal del New York Times, pel seu convincent i memorable sèrie explorant les experiències i actituds racials en tot els Estats Units contemporani.

- 2002: El personal del Washington Post, per la seva àmplia cobertura de la Guerra dels Estats Units contra el Terrorisme, que regularment va presentar nova informació juntament amb una anàlisi qualificada dels desenvolupaments en desenvolupament.

- 2003: Alan Miller i Kevin Sack, Los Angeles Times, pel seu revelador i commovedor examen d'un avió militar, sobrenomenat 'The Widow Maker', que estava vinculat a la mort de 45 pilots. (Això també va ser proposat en la categoria d'informes de recerca.)

- 2004: Personal de Los Angeles Times, Nancy Cleeland, Evelyn Iritani, Abigail Goldman, Tyler Marshall, Rick Wartzman i John Corrigan, pel seu exhaustiu examen de les tàctiques que han fet de Wal-Mart la companyia més gran del món amb efectes de cascada en ciutats estatunidenques i països en desenvolupament.

- 2005: Walt Bogdanich del New York Times, per les seves històries molt documentades sobre l'encobriment corporatiu de la responsabilitat per accidents fatals en els encreuaments ferroviaris.

- 2006: James Rise i Eric Lichtblau del New York Times, per les seves històries acuradament elaborades sobre escoltes domèstiques secretes que van despertar un debat nacional sobre la línia fronterera entre la lluita contra el terrorisme i la protecció de la llibertat civil.

- 2006: Personal de La Unió de Sant Diego, Tribune i Copley News Service, amb un notable treball de Marcus Stern i Jerry Kammer, per la seva divulgació de la presa de suborns que va enviar a l'ex representant Randy Cunningham a presó en desgràcia.

- 2007: Charlie Savage de The Boston Globe, per les seves revelacions que el president George W. Bush sovint usava declaracions de signatura per a afirmar el seu controvertit dret a eludir les disposicions de noves lleis.

- 2008: Jo Becker i Barton Gellman de The Washington Post, per la seva lúcida exploració del vicepresident Dick Cheney i la seva poderosa però a vegades encoberta influència en la política nacional.

- 2009: St. Petersburg Times Staff, per PolitiFact, la seva iniciativa de verificació de dades durant la campanya presidencial de 2008 que va usar reporters de sondeig i el poder de la World Wide Web per a examinar més de 750 reclamacions polítiques, separant la retòrica de la veritat a votants il·lustrats.

- 2010: Matt Richtel i membres del personal de The New York Times, per a un treball incisiu, en versió impresa i en línia, sobre l'ús perillós de telèfons cel·lulars, computadores i altres dispositius durant el funcionament de cotxes i camions, estimulant els esforços generalitzats per a frenar la conducció distreta.

- 2011: Jesse Eisinger i Jake Bernstein de ProPublica, per la seva exposició de pràctiques qüestionables a Wall Street que van contribuir a la crisi econòmica de la nació, utilitzant eines digitals per a ajudar a explicar el complex tema als lectors laics.

- 2012: David Wood of The Huffington Post, per la seva fascinant exploració dels desafiaments físics i emocionals que enfronten els soldats estatunidencs greument ferits a l'Iraq i l'Afganistan durant una dècada de guerra.

- 2013: Lisa Song, Elizabeth McGowan i David Hasemyer de 1xClimate News, pels seus rigorosos informes sobre la regulació defectuosa dels oleoductes de la nació, centrant-se en els possibles perills ecològics plantejats pel betum diluït (o dilbit), una forma controvertida de petroli.

- 2014: David Philipps de The Gazette, Colorado Springs, per a ampliar l'examen de com els veterans de combat ferits són maltractats, enfocant-se en la pèrdua de beneficis per a la vida després de ser donats d'alta per l'Exèrcit per delictes menors, històries augmentades amb eines digitals i agitant l'acció del Congrés.

- 2015: Carol D. Leonnig de The Washington Post, per la seva cobertura intel·ligent i persistent del Servei Secret, els seus lapses de seguretat i les maneres en què l'agència va desatendre la seva tasca vital: la protecció del President dels Estats Units.

- 2016: El personal del Washington Post, per la seva iniciativa reveladora en la creació i l'ús d'una base de dades nacional per a il·lustrar amb quina freqüència i per què la policia dispara a matar i quines són les víctimes més probables. Kimbriell Kelly i Wesley Lowery van ser autors principals del projecte Força Mortal.

- 2017: David Fahrenthold de The Washington Post, per la persistència d'informes que van crear un model per al periodisme transparent en la cobertura de campanyes polítiques, mentre que va posar en dubte les afirmacions de generositat de Donald Trump cap a les organitzacions benèfiques.

- 2018: El personal de The New York Times i The Washington Post, per una cobertura d'interès públic profundament informada, implacablement informada, que va ampliar dràsticament la comprensió de la interferència russa en les eleccions presidencials de 2016 i les seves connexions amb la campanya de Trump, l'equip de transició del President electe i la seva eventual administració.

- 2019: Personal de The Wall Street Journal, per descobrir els pagaments secrets del president Trump a dues dones durant la seva campanya que van afirmar haver tingut assumptes amb ell, i la xarxa de partidaris que van facilitar les transaccions, desencadenant recerques criminals i demanant destitució.

- 2020:

- - Dominic Gates, Steve Miletich, Mike Baker i Lewis Kamb de The Seattle Times per històries innovadores que van exposar defectes de disseny en el Boeing 737 MAX que van conduir a dos accidents mortals i van revelar falles en la supervisió del govern.

- - T. Christian Miller, Megan Rose i Robert Faurtechi de ProPublica per la seva recerca sobre la 7a Flota dels Estats Units després d'una sèrie d'accidents navals mortals en el Pacífic.

- 2022: Personal de The New York Times, Per un projecte ambiciós que va quantificar un patró inquietant de detencions fatals de trànsit per part de la policia, il·lustrant com es podrien haver evitat centenars de morts i com els oficials típicament evitaven el càstig.[2]

- 2023: Caroline Kitchener de The Washington Post, per un informe indestructible que va captar les complexes conseqüències de la vida després de Roe v. Wade, incloent-hi la història d'un adolescent de Texas que va donar a llum a bessons després de noves restriccions li van negar un avortament.[3]

- 2024: El personal de Reuters per a una sèrie d'històries de rendició de comptes encertats centrats en les empreses automobilístiques i aeroespacials d'Elon Musk, històries que van mostrar una notable amplitud i profunditat i van provocar sondejos oficials de les pràctiques de les seves empreses a Europa i els Estats Units; el personal de The Washington Post, pel seu examen alliçonador del rifle semiautomàtic AR-15, que sovint va usar els horrors amb l'arma.[4]